# Zarine Khan
Pour les articles homonymes, voir Khan (homonymie).
Zarine Khan, née le 13 ou 14 mai 1987 à Bombay, est une actrice et mannequin indien.

## Filmographie
| Année | Film            | Rôle                 |
| ----- | --------------- | -------------------- |
| 2010  | Veer            | Princesse Yashodhara |
| 2011  | Ready           | Item number          |
| 2012  | Housefull 2     | JLo                  |
| 2014  | Jatt James Bond | TBA                  |